# 廃妃柳氏
廃妃柳氏（はいひ・りゅうし/ペピ ユシ、1576年8月15日 - 1623年10月31日）は李氏朝鮮第15代・光海君の妃。

## 生涯
柳氏は柳自新（ユ・ジャシン）と東来鄭氏との間に生まれ、光海君と結婚し「文城郡夫人」に封せらるが宣祖25年（1592年）、壬辰倭乱（文禄の役）が勃発し光海君は急遽、世子に立てられ柳氏も世子嬪となった。夫との間に3男（他 性別不明の1子有）を儲けるもの、そのうち成人したのは廃世子・李祬のみである。しかし舅・宣祖が仁穆王后と再婚し嫡子・永昌大君が儲けられ夫と共に危ぶまれ、また8歳年下の姑に複雑な感情を抱くようになる。
その状況が一変するのが宣祖41年（1608年）、宣祖の薨去と光海君の即位であった。嬪宮柳氏は王妃となり、柳氏一族は栄華を謳歌し外戚として勢力を振るい、中には不正を働く者が現れ宮廷は腐敗していった。
光海君15年（1623年）、仁祖反正が起き、光海君と共に廃位され江華島に流罪、暫くは生きる希望を持っていたが祬とその妻 朴氏が脱走計画を立てていたことが発覚し処刑されると廃妃柳氏はショックを受け自殺した。
妻と息子を失った光海君は晩年、済州島で過ごし仁祖19年（1641年）に薨去した。

## 家族と子孫
夫との間に四子を儲けた。そのうち一子は性別不明であり、子女の内訳は四男か三男一女ともなる。成人したのは次男 李祬のみである。祬は3女を儲けたが、成人したのは側室との娘 李娥其のみであった。彼女は義城金氏の金文學と婚姻したが子女に恵まれず、養子を迎えている。その為、彼女の血筋は孫娘の代で絶えていることになる。
また、第17代国王孝宗の妃仁宣王后の外祖父 金尚容や、朝鮮王朝後期に政権を牛耳った安東金氏（23代純祖の妃純元王后ら）の祖先である 金尚憲は母方の従兄にあたる（彼らの母と柳氏の母が姉妹である）。
- 父：柳自新（文陽府院君 1541年～1612年）第2代国王定宗 の四男 宣城君の来孫。
- 母：蓬原府夫人鄭氏（1541年～1620年）定宗の十四男 貞石君の玄孫。
- 夫：光海君
  - 性別不明の子女（1592年）夭逝
  - 長男：（1596年～1596年）夭逝
  - 次男：李祬（1598年～1623年）
  - 嫁：廃世子嬪朴氏（1598年～1623年）
    - 孫娘：群主(1614年～1614年）夭逝
    - 孫娘：縣主（李娥其 1618年～？）義城金氏の金文擧妻。
    - 孫娘：縣主(生没年不詳) 夭逝

  - 三男：（1601年～1603年）

## 登場作品

### テレビドラマ
- 『宮廷女官キム尚宮』（1995年、KBS）演：チャン・ソヒ
- 『ホジュン 宮廷医官への道』（1999年-2000年、MBC）
- 『王の女』（2003年、SBS）演：サ・ガン
- 『ホジュン〜伝説の心医〜』（2013年、MBC）演：イ・シア
- 『王の顔』（2017年、KBS）演：キム・ヒジョン
- 『王になった男』（2019年、tvN）演：イ・セヨン
- 『ノクドゥ伝』（2019年、KBS）演：パク・ミンジョン

### 映画
- 『王になった男』（2012年）演：ハン・ヒョジュ